# Sky (Royaume-Uni et Irlande)
Pour les articles homonymes, voir Sky.
 (janvier 2024).

Logo de Sky TV

Sky est une entreprise de télécommunications britannique.
Elle diffuse Sky TV, un bouquet de chaînes payantes diffusées par satellite, axées sur le sport, le cinéma et les séries, s'inspirant du modèle français de Canal+.
Il a d'abord porté le nom BskyB en analogique jusqu'en 2001 et qui est disponible en numérique depuis 1998.
Elle est aussi un fournisseur d'accès internet, notamment avec le service d'accès à haut débit Sky Broadband.